# Festival de Jarocin
El Festival de Jarocin va ser un dels festivals europeus de música rock més grans i importants de la dècada del 1980, i el festival de música alternativa més gran dels països del Pacte de Varsòvia.

## Història
Fundat l'any 1980, el festival es basava en l'anterior Wielkopolskie Rytmy Młodych («Els ritmes de la joventut de la Gran Polònia»), que s'organitzava a la ciutat de Jarocin des de 1970. El festival de Jarocin es va inspirar pel que fa a la seva organització i ambient en el famós Festival de Woodstock, per la qual cosa de vegades se l'anomena «el Woodstock polonès». Tenia una durada de 3 dies i se celebrava normalment a principis d'agost. El Festival de Jarocin va atreure milers de seguidors, l'any 1986 n'hi havia més de 30.000, que s'hostatjaven en tendes de campanya i venien a escoltar música que s'escoltava poc a la ràdio i televisió polonesa.
Al festival hi havia grups de blues, rock, heavy metal, punk rock i reggae. Les bandes actuaven en dos escenaris, el més gran situat al camp de futbol. El públic portava radiocassets per a gravar la música i aprofitar l'ocasió per gravar i distribuir en cassets la música que sonava poc als mitjans de comunicació oficials.
El Festival de Jarocin va perdre la seva popularitat a principis dels anys 1990, després de l'enfonsament del Bloc de l'Est i el consegüent accés més fàcil a la música alternativa. El 1994, després d'avalots i enfrontaments amb la policia, es va suspendre el festival. Es va reprendre de nou l'any 2005.

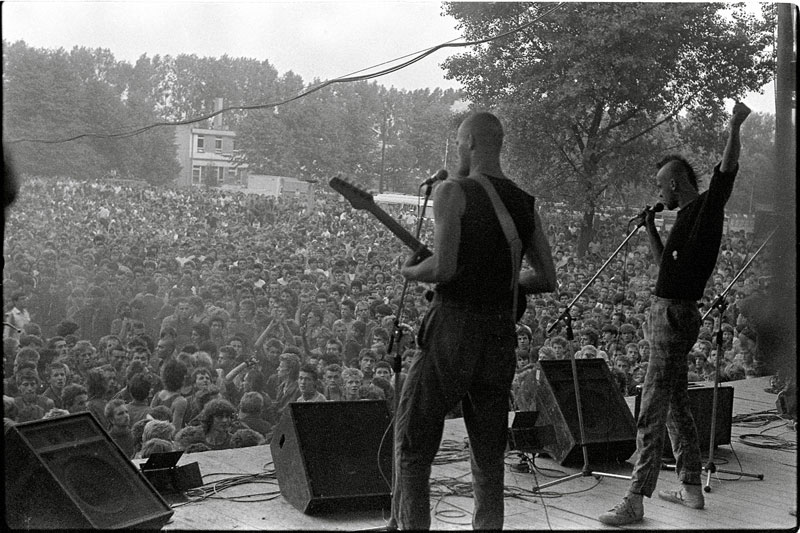
Concert del grup Siekiera el 1984

El festival va tenir un paper important en l'escena punk polonesa, amb Nocne Szczury, una de les primeres bandes de punk de la República Popular de Polònia, que va ser la primera banda de punk rock que hi va actuar el 1980. Al Festival de Jarocin hi van tocar grups com Dżem, TSA, KSU, Armia, Dezerter, Siekiera, Kult, Brygada Kryzys, Kat, Sztywny Pal Azji, Acid Drinkers, Koniec Świata, New Model Army, Therapy?, The Misfits Babayaga Ojo i Feeling B.